# Equação de Duffing
A equação de Duffing é uma equação diferencial ordinária não-linear de segunda ordem que descreve certos osciladores forçados e amortecidos. A equação é enunciada como
{\displaystyle {\ddot {x}}+\delta {\dot {x}}+\alpha x+\beta x^{3}=\gamma \cos(\omega t)},
em que {\displaystyle x=x(t)} é a função de deslocamento temporal, {\displaystyle {\dot {x}}} é a primeira derivada de {\displaystyle x} com relação ao tempo, isto é, a velocidade, e {\displaystyle {\ddot {x}}} é a segunda derivada temporal de {\displaystyle x}, isto é, a aceleração. As constantes {\displaystyle \delta ,} {\displaystyle \alpha ,} {\displaystyle \beta ,} {\displaystyle \gamma } and {\displaystyle \omega } são valores conhecidos.
Fisicamente, a equação modela um pêndulo elástico, com uma mola cuja deformação não obedece à lei de Hooke.
A equação de Duffing é um exemplo de um sistema dinâmico que exibe comportamento caótico. Ademais, quando submetido a resposta em frequência, esse sistema apresenta um fenômeno que pode ser interpretado como uma histerese de frequência.